# Per sempre Alfredo
Per sempre Alfredo ("För evigt Alfredo") är ett endagslopp i landsvägscykling som avhålls i Toscana i Italien. Det arrangerades första gången 2021 och namnet hedrar 100-årsminnet av den italienske cyklisten och förbundskaptenen Alfredo Martinis (1921-2014) födelse. Loppet ingår i UCI Europe Tour och klassificeras som 1.1. Upplagan 2024 (som flyttats från mars till den 23 juni) kommer dessutom att gälla som italienskt mästerskap i linjelopp.

## Podieplaceringar
| År   | Vinnare          | Tvåa         | Trea             |
| ---- | ---------------- | ------------ | ---------------- |
| 2021 | Matteo Moschetti | Mikel Aristi | Samuele Zambelli |
| 2022 | Marc Hirschi     | Dion Smith   | Rémy Mertz       |
| 2023 | Felix Engelhardt | Mark Stewart | Anders Foldager  |